# Simon Helberg
Simon Maxwell Helberg (em hebraico: סיימון הלברג; Los Angeles, 9 de dezembro de 1980) é um ator, diretor, produtor, dublador e músico norte-americano. Tornou-se conhecido internacionalmente desde 2007 por interpretar o engenheiro aeroespacial Howard Wolowitz na série The Big Bang Theory, exibida pela CBS. Durante os 12 anos de transmissão, foi classificado pela revista Forbes como um dos atores mais bem pagos da televisão dos Estados Unidos, incluído na Calçada da Fama do TCL Chinese Theatre na Hollywood Boulevard, recebeu seis indicações ao Prêmio Screen Actors Guild e venceu um Critics' Choice Television Award.
Iniciou sua carreira artística na infância, realizando apresentações de jazz e rock em clubes de Los Angeles após aprender piano. Estudou belas artes na Universidade de Nova York, onde ingressou no teatro e posteriormente, em 1999, aos 19 anos, participou de seu primeiro filme, Mumford, com um personagem sem nome. No ano seguinte, estreou na televisão, com a série Popular. A partir de então, realizou diversas pequenas participações, principalmente em obras de humor, com destaque para Vernon em National Lampoon's Van Wilder (2002), protagonizado por Ryan Reynolds, Rabino Scott em A Serious Man, no programa de esquetes MADtv, Seth Tobin em Joey (2004) e Alex Dwyer em Studio 60 on the Sunset Strip (2006).
Em 2010, estreou na dublagem com Kick Buttowski: Suburban Daredevil. Helberg também dirigiu seu primeiro filme em 2014, We'll Never Have Paris. Em 2016, interpretou o pianista Cosmé McMoon no filme Florence Foster Jenkins, estrelando ao lado de Meryl Streep. O personagem lhe rendeu uma indicação ao Globo de Ouro de Melhor Ator Coadjuvante. Em 2021, fez parte do musical Annette, do diretor francês Leos Carax. Em 2023, participou de Poker Face.

## Primeiros anos

### Infância, educação e estreia no teatro
Simon Maxwell Helberg nasceu em 9 de dezembro de 1980, em Los Angeles, Califórnia. Ele cursou o ensino fundamental e médio na Crossroads School em Santa Monica, onde estudou latim e tornou-se faixa preta em caratê. Ainda na adolescência se interessou pela música, começou a tocar piano com cerca de 10 anos e, aos 14, formou uma banda de jazz e rock. Em entrevista ao jornal The New York Times, declarou que seus pais não o influenciaram na escolha de uma carreira artística, mas que recebeu apoio deles: "Toquei no Roxy Theatre da Sunset Strip, usei aparelho ortodôntico e meu pai me deixou para apresentações em saguões de hotéis".
Apesar de ser um "pianista talentoso", segundo o New Yorker, demonstrava vocação para atuar. "Eles estavam apresentando The Children's Hour (de Lillian Hellman) na minha escola e havia um pequeno papel de entregador. Foram talvez quatro linhas… Eu estava tipo: 'Me escolha'", afirmou ele. Também se destacava seu humor: "Exagerei tanto que recebi uma salva de palmas, só porque todo mundo precisava rir naquele momento. Seria como se Jerry Lewis caísse no meio de uma peça de Hellman… Foi só quando eu estava na NYU que um professor me disse: 'Você não tem permissão para fazer comédia por um tempo'… Fiquei apavorado, mas acho que no final das contas isso me levou a ser um ator melhor".
Ingressou na Tisch School of the Arts da Universidade de Nova Iorque (NYU), onde recebeu um bacharelado em belas artes e iniciou sua carreira como ator no teatro, participando de peças da Atlantic Theatre Company. Estreou nos cinemas ainda em 1999, no filme Mumford, interpretando um colega de quarto sem falas. Desde o início dos anos 2000 atuou com o comediante Derek Waters. Em 2007, os dois estrelaram Derek and Simon: The Show, uma websérie criada com a colaboração de Bob Odenkirk e transmitida pela Turner Broadcasting System. Com a obra, venceram a categoria Melhor Vídeo de Websérie do Hollywood NetAwards e foram indicados como Melhor Websérie Original de Comédia para o TV Guide Online Video Awards.
A produção iniciou em 2005, desenvolvendo dois segmentos de 15 minutos — Derek & Simon: A Bee and a Cigarette e Derek & Simon: The Pity Card — e o piloto da websérie, com duração de meia hora, para HBO. Sem a aprovação da emissora, ambos foram enviados para festivais de cinema, incluindo o Sundance Film Festival e South by Southwest Film Festival, e lançados em DVD. Em 7 de maio de 2008, a distribuidora sofreu uma fusão e as obras foram removidas da internet.

## Carreira

### Saída da universidade e estreia na televisão

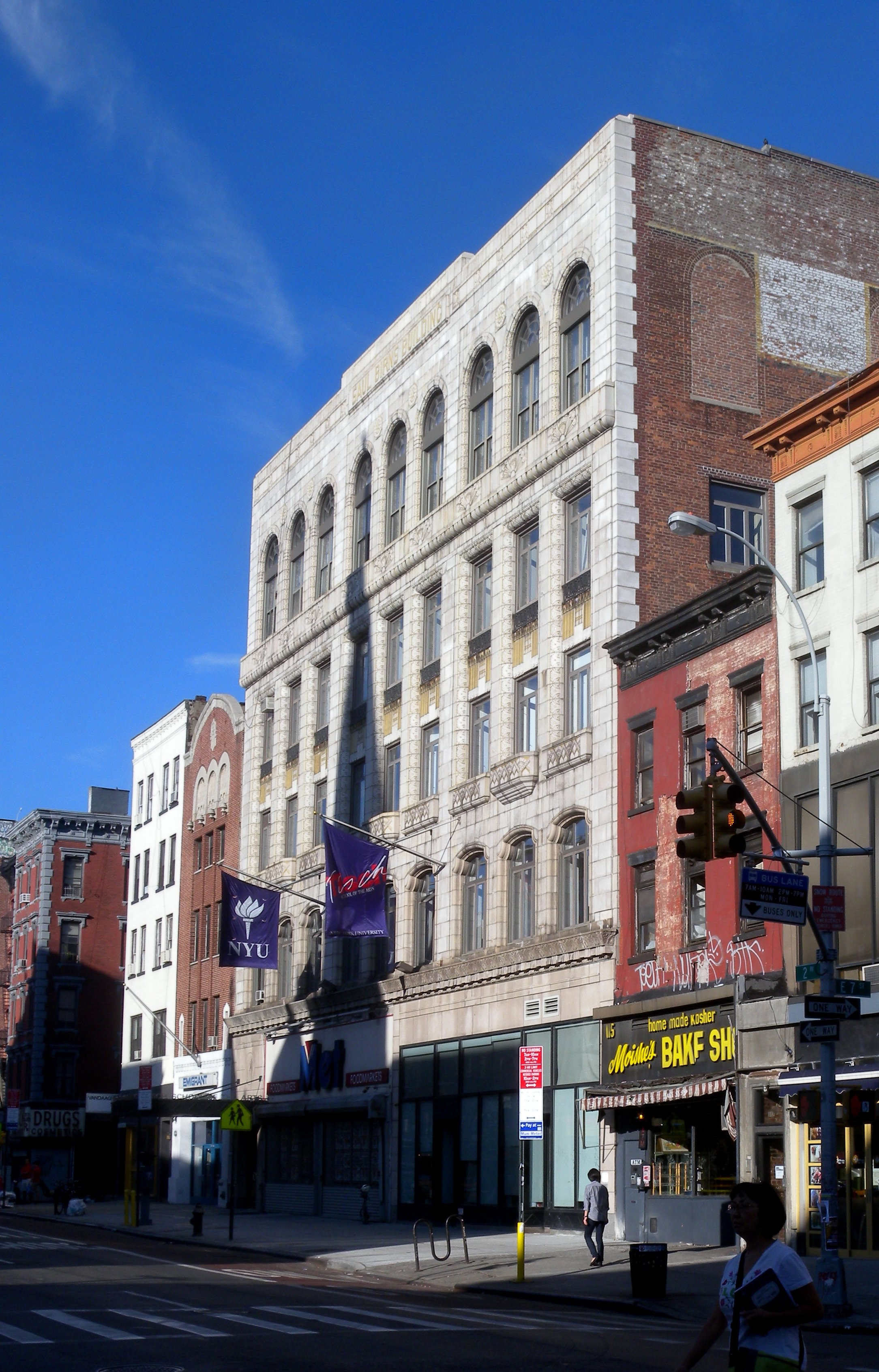
Sede da Tisch School of the Arts, escola de artes cênicas da Universidade de Nova Iorque, vista da Segunda Avenida em East Village, Manhattan

Em 2001, fez sua estreia na televisão. Em palestra posterior para estudantes da Universidade da Carolina do Sul (USC), revelou que seu reitor foi substituído naquele ano, durante as férias de verão para o terceiro período estudantil, e a comédia introduzida no grupo. A mudança não o agradou. Aliado a isso, Helberg havia realizado testes para Undeclared de Judd Apatow e para um programa de esquetes produzido por Steve Martin, indicados pelo empresário de um colega. "Recebi uma resposta muito boa [de Judd]… fui várias vezes e eles disseram: 'Você é realmente um dos três melhores caras'". Acreditando que receberia o papel, contratou um agente e abandonou a universidade.
O trabalho, no entanto, foi malssucedido. Realizou apenas pequenas aparições, de um episódio, nas séries Popular interpretando Gus Latrice, Cursed como Andy Tinker e Son of the Beach como Billy. "A rejeição é muito, muito difícil. Eu estava indo muito bem nessas audições e não consegui os papéis", afirmou. Passou a trabalhar em restaurantes, além de escrever e atuar em peças em pequenos teatros alugados por uma noite. Era "pagar para atual", segundo ele. "Fiz muitas esquetes cômicas no The Second City que não era realmente um teatro, era apenas um espaço onde você tinha algumas aulas. Conheci um monte de gente e elas disseram: 'Vamos fazer um show'. Então comprávamos o teatro e fazíamos um espetáculo, e fizemos isso durante cinco anos… Quando você distribuía um panfleto, as pessoas reviravam os olhos. Agora é legal". Ao Los Angeles Times, comparou seu início com o personagem principal de Florence: "Apenas paixão cega e pura".
Seu primeiro trabalho de destaque foi juntar-se ao elenco do programa de esquetes MADtv da FOX durante uma temporada, interpretando vários papéis. Em 2002 também apareceu no longa-metragem Van Wilder, como Vernon, um dos estudantes geeks convidados para festa realizada pelo protagonista interpretado por Ryan Reynolds. Em 2003, interpretou Jerry no filme Old School e participou do especial de televisão Tracey Ullman in the Trailer Tales, da vencedora do Emmy Tracey Ullman. Em 2004, interpretou Terry no filme A Cinderella Story. No mesmo ano, esteve em dois episódios da série Reno 911!; como um adolescente judeu que procura perder a virgindade e um motorista que se recusa ser detido pelos policiais Garcia (Carlos Alazraqui) e Jones (Cedric Yarbrough).
Teve um pequeno papel no sexto episódio de Quintuplets, como Neil, o balconista de uma sapataria onde os personagens Paige (Sarah Wright) e Patton (Ryan Pinkston) trabalhavam. Ainda em 2004, entrou na série Joey, aparecendo em quatro episódios como Seth Tobin, um engenheiro e amigo de Michael (Paulo Costanzo). Ele desempenhou um personagem secundário no filme de 2005 de George Clooney, Good Night, and Good Luck. No mesmo ano, teve uma pequena participação em Arrested Development como Jeff, um funcionário do estúdio de cinema onde Maeby (Alia Shawkat) trabalhava.
Em 2006, teve um papel coadjuvante como Alex Dwyer em Studio 60 on the Sunset Strip, dirigido por Aaron Sorkin. Nesse trabalho, destacou sua capacidade de fazer imitações, incluindo Nicolas Cage, Tom Cruise e Ben Stiller. Apesar da aclamação da crítica, a série não foi renovada para segunda temporada por apresentar duplicidade ao roteiro de 30 Rock, que Helberg descreveu como um "elefante na sala": "Chegou ao ponto em que não estava funcionando e todos nós reconhecemos isso". Desempenhou ainda um pequeno papel no filme Evan Almighty, estrelado por Steve Carell e Morgan Freeman, e em Walk Hard: The Dewey Cox Story como produtor musical.

### Ascensão comThe Big Bang Theory
Em 2007, foi escalado como Howard Wolowitz na sitcom da CBS, The Big Bang Theory. Howard é um judeu poliglota, engenheiro aeroespacial formado no Instituto de Tecnologia de Massachusetts (MIT) e um dos participantes de uma missão para Estação Espacial Internacional. O papel não estava inclusivo no piloto original nunca exibido, que foi reprovado pela emissora e completamente reformulado. Para um livro sobre os bastidores da atração, Helberg revelou que quando recebeu o convite, prontamente se recusou. "Eu já tinha feito tantos pilotos, passado por tantos personagens nerds que fracassaram e estava me divertindo tanto em Studio 60 que acabei dizendo: 'Não tenho vontade de interpretar mais nerds.'"
Chuck Lorre, diretor da série, e seu agente continuaram persistindo. Apesar de acreditar que "a probabilidade de dar certo era baixa", solicitou uma folga e aceitou gravar. Após passar no teste inicial, os produtores solicitaram um segundo, mais específico, também rejeitado por ele. "Eu recusei, porque, quando você faz um teste assim, você assume um compromisso. Eu gostava do material e sabia que faria um bom trabalho, mas queria ficar no Studio 60". Além disso, Aaron buscava sua permanência. "Terão que arrancar a caneta do meu cadáver para me impedir de escrever seu personagem. Boa sorte!", respondeu o diretor em e-mail.
Ele acabou aceitando, foi confirmado uma semana após, mas inicialmente não interpretaria Howard. O personagem seria destinado ao ator Kevin Sussman. "Lembro de ter pensado: 'Claramente, eles não têm certeza de que eu sou o cara certo'. Digo, eles demoraram tanto para me chamar, então deve ter algum tipo de debate sendo feito, e isso em geral não é um bom sinal. Minha sensação era de que a emissora ou o estúdio não estavam completamente interessados", relembrou. Contudo, Sussman foi impedido por um contrato com a ABC. Ao livro, parabenizou Helberg pela interpretação: "Ele foi sempre tão prestativo e tão incrível em seu personagem. Sinto que qualquer coisa que acaba sendo boa na indústria do entretenimento ocorre por meio de uma série de erros".
Quando questionado se compartilhava semelhanças com Howard, respondeu: "Não sou realmente um colecionador, e todos os caras da série estão muito distantes de seus personagens. Acho que nenhum de nós realmente sabia a diferença entre Star Trek e Star Wars quando começamos a série. Às vezes, as referências de Star Trek são mais confusas do que as referências de física". Também discordava dos constantes flertes ocorridos nas primeiras temporadas, sendo considerado pelo TV Guide como o maior "Casanova" da sua época e uma "mistura de Mick Jagger com Don Knotts" pelo próprio. Em uma avaliação posterior, The Hollywood Reporter, destacou sua evolução do "mais assustador da série em um motivo de risada frequente". No entanto, Helberg contribuiu com o visual: "Eles disseram: 'Esse cabelo é tão nerd, você pode fazer de novo?' Eu estava tipo: 'Sim, claro, porque eu fiz isso para o papel! Eu não faço isso todos os dias…' Então eu tive que mudar meu cabelo na vida, para não parecer tão nerd quanto eles pensavam".
Em 2012, foi citado como um dos personagens mais populares da televisão, com seu Q Score, uma métrica estadunidense usada para verificar a notoriedade de personalidades, "bem acima da média". Em 2014, a produção da oitava temporada foi adiada em decorrência de "negociações contratuais", encerrando com um acordo de US$ 70 milhões por três anos. Em 2017, foi novamente renovada, com uma média de 19,40 milhões de espectadores, atingido patamares de Friends e "gerando ganhos inesperados", conforme a CNN. "Todos os dias chego ao trabalho provavelmente 20 minutos, meia hora mais cedo, porque adoro fazer o que faço", afirmou sobre as gravações.
Em 2018, Jim Parsons, que interpretava Sheldon Cooper, propôs o encerramento do programa após a 12.ª temporada. A decisão não foi bem recebida pelo elenco, com exceção de Helberg. Ambos expressaram vontade de realizar obras diferentes. "É como algemas de ouro. Estou muito feliz por conseguir trabalho e interpretar todos os tipos de pessoas estranhas e alienígenas", alegou. Pela atuação, teve sua assinatura e mãos incluídos na Calçada da Fama do TCL Chinese Theatre na Hollywood Boulevard, vestimentas incluídas no Museu Nacional da História Americana e uma dezena de prêmios e indicações. A "química que Helberg tinha com o restante do elenco" foi creditada como "um dos principais motivos do sucesso do programa durante doze anos".

### Estreia na direção, dublagem e pós-série

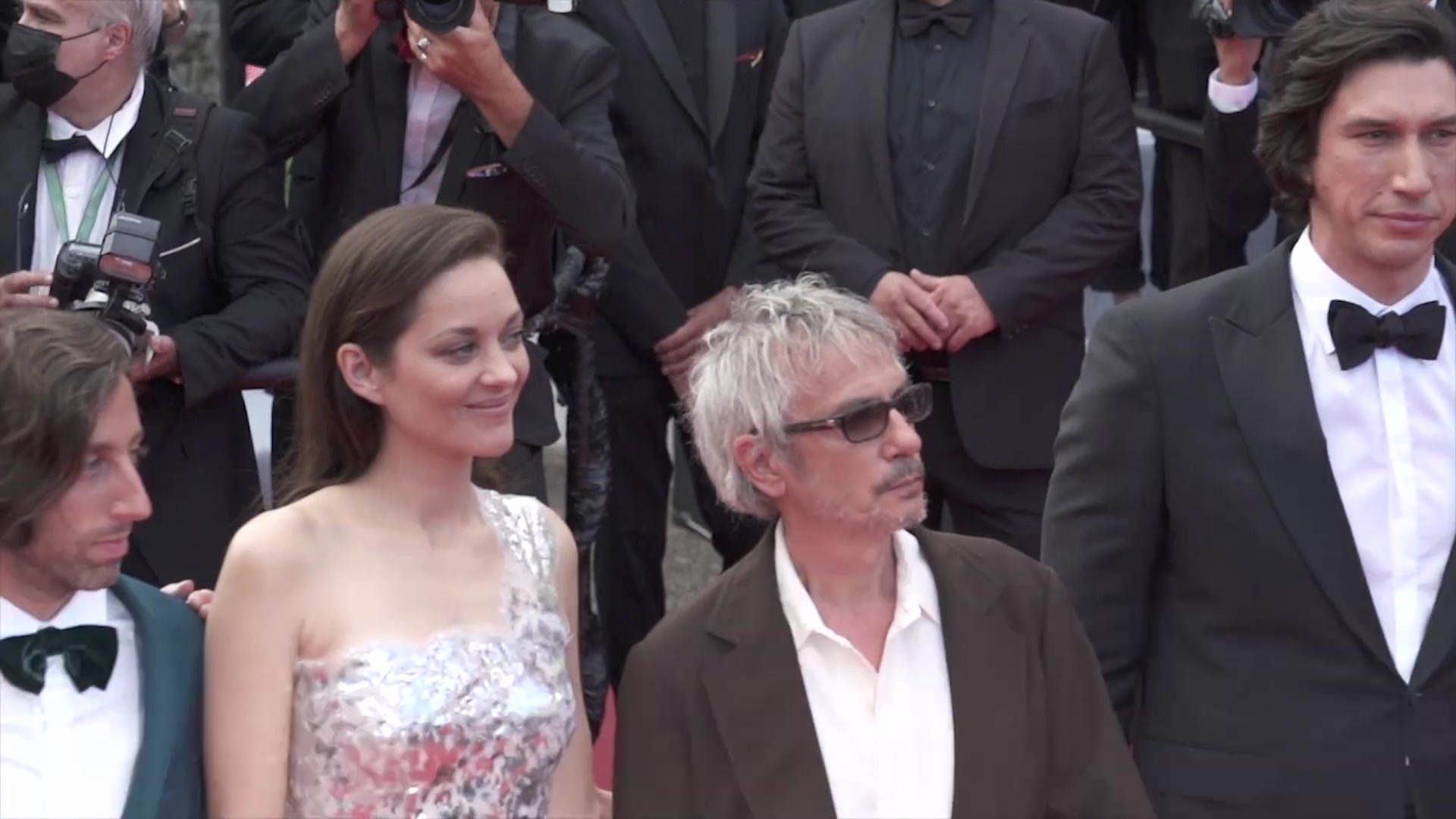
Elenco principal de Annette no Festival de Cinema de Cannes de 2021. Da direita para esquerda: Adam Driver (Henry McHenry), Marion Cotillard (Ann Defrasnoux), o diretor Leos Carax e Simon Helberg

Simultaneamente ao seu trabalho em The Big Bang Theory, Helberg realizou pequenas participações em outras séries e filmes durante as férias. Em 2008, apareceu como o personagem Moist em Dr. Horrible's Sing-Along Blog. No ano seguinte, interpretou o Rabino Scott no filme A Serious Man dos irmãos Joel e Ethan Coen. Em 2010, teve um papel menor no final da 4ª temporada da websérie sobre RPG The Guild, distribuida pela Microsoft, e estreou na dublagem, como Ronaldo no desenho animado Kick Buttowski: Suburban Daredevil. Além disso, estrelou o revival do musical da Broadway, How to Succeed in Business Without Really Trying.
Em 2011, foi convidado para dublagem de Kung Fu Panda: Legends of Awesomeness, como Bian Zao. Em 2014, deu voz a Napoleão em The Tom and Jerry Show e estreou na direção com We'll Never Have Paris, baseado no início de seu relacionamento pessoal, embora afirme que "há muitas coisas que eu expandi e transformei em ficção para torná-lo um bom filme". O trabalho recebeu avaliações médias, com o Los Angeles Times parabenizando "as observações e comentários ansiosamente engraçados do roteiro", mas com The New York Times declarando que "dá a sensação de nos contar mais do que precisávamos saber" sobre sua relação. O "perigo de escrever, dirigir e produzir" é que "não há ninguém para te tirar do penhasco", afirmou o jornal New York Daily News, observando que muitas vezes os atores foram subutilizados. Helberg descreveu o trabalho como "opressor e assustador, para dizer o mínimo".
Em 2016, estrelou ao lado de Meryl Streep e Hugh Grant o filme Florence Foster Jenkins, dirigido por Stephen Frears; ele interpretou o pianista Cosmé McMoon e sua atuação foi indicada ao Prêmio Globo de Ouro de Melhor Ator Coadjuvante. Helberg afirmou para ABC News que trabalhar com Streep foi "como se muitos sonhos se tornassem realidade" e compartilhou a dedicação para aprender música clássica: "Aluguei um apartamento para praticar piano e trabalhar, porque fiquei com muito medo de fazer esse filme… Tinha um piano e eu tive que praticar por uns três ou quatro meses. Além de aprender as peças, era mais sobre a técnica. Assistindo muitos vídeos de Vladimir Horowitz e Rubinstein – vendo como eles se sentavam e se portavam". Posteriormente, realizou contratos com a CBS para a produção de uma série.
Helberg integrou o filme Annette, do diretor francês Leos Carax. Apesar do interesse pelo papel, a exigência de uma cota para atores da União Europeia fez com que fosse dispensado previamente. "Eu realmente não achei que fosse possível, mas pensei: 'Bem, vou enviar uma fita'. Leos respondeu imediatamente e realmente gostou do que eu fiz, então pensei: 'Oh, droga, é melhor me tornar francês'". Após toda demanda processual, lhe foi solicitado um teste de fluência em língua francesa. "Achei que minha sorte havia acabado, mas contratei um tutor e, no final das contas, de alguma forma, consegui a cidadania", revelou para Vulture. Indeciso, ambos ainda se encontrarem em Nova Iorque antes de Carax confirmá-lo. O trabalho foi lançado na abertura do Festival de Cannes de 2021; El País o considerou um "salto no vazio", mas elogiou sua performance ao reger uma orquestra ao vivo, uma exigência do diretor. Deadline concordou, argumentando que Helberg "quase rouba o filme" e lhe reconhecendo como "o destaque".
Naquele ano, dublou a animação da Disney Dug Days, produziu Elvis Goes There e foi convidado para reprisar o personagem Howard no spin-off Young Sheldon, que conta a trajetória de Cooper na infância. O produtor Steven Molaro descreveu voltar a trabalhar juntos como "um sonho tornado realidade". Em 2022, participou de Space Oddity e teve um papel dedicado a ele em As They Made Us, baseado na vida de Mayim Bialik e sua estreia na direção. "Foi muito, muito especial trabalhar com Simon; basicamente escrevi pensando nele, mas nunca pensei que ele faria esse filme. Também foi muito importante ter alguém que me conheceu quando meu pai faleceu, que conheceu minha família, e foi como ter um amigo lá", afirmou ela. Integrou a série dramática Poker Face, transmitida pelo serviço de streaming Peacock, em 2023.

## Imagem pública

### Influência e estilo
"[A melhor atuação surge] quando todos estão totalmente inseguros sobre o que estamos fazendo. Se você puder abraçar isso, seu trabalho se aprofundará"

— Simon Helberg
Helberg é frequentemente associado com personagens judeus ou nerds, estereótipo esse criticado por ele. "O objetivo, não apenas virar o jogo em relação às expectativas das pessoas, mas realmente em relação a mim mesmo. Não posso estar muito interessado em me repetir. Big Bang foi uma caminhada incrível e uma experiência incrível. O outro lado disso é que interpretei um personagem por doze anos. Saindo daquela série, está claro que eu gostaria de interpretar outros tipos de personagens".
Em entrevista para o USA Today, afirmou em 2013 que diversos programas inspiraram seu humor. "Eu voltava para casa e me certificava de terminar minha lição de casa todas as noites às 8 horas, geralmente para poder sentar e assistir TV das 8 às 10. Quando criança, eram Family Ties, Roseanne, Growing Pains, Perfect Strangers e Golden Girls. Quer dizer, eu assisti tudo… Acabei [na adolescência] em algum lugar perto de Everybody Loves Raymond, Friends, Frasier e The Simpsons. E então eu assistia Nick at Nite… Eu assisti muito I Love Lucy."
Ele também comentou sobre o impacto de Friends para o estilo sitcom: "[Quando] fui para a faculdade não assistia TV. Não sei, algo aconteceu depois que Friends saiu do ar". Segundo o ator, o hiato até The Big Bang Theory evidenciou uma desvalorização do formato. "Não creio que Hollywood respeite a televisão com múltiplas câmeras. Bem, não acho que eles o desrespeitem, mas não acho que seja respeitado por seu talento artístico".
Para We'll Never Have Paris, diversos críticos apontaram Woody Allen como a primordial influência na construção da "personalidade e na entrega verbal de seu personagem". Helberg também citou Sideways de Alexander Payne, Modern Romance de Albert Brooks, Flirting with Disaster de David O. Russell como "filmes em particular e aquele tom que realmente amamos". "E obviamente Annie Hall", acrescentou, afirmando que eles "lidam com personagens autodestrutivos, pessoas que tendem a ser um pouco egocêntricas ou intelectualizar demais as coisas, pessoas que são seus maiores obstáculos. Portanto, é difícil mostrar um personagem sob uma luz menos favorável e, esperançosamente, ainda fazer com que o público faça uma jornada com ele".

## Vida pessoal

### Família, residência e fortuna
Simon é judeu, criado na vertente conservadora, mas se declara "mais reformista com o passar do tempo". É filho do também ator Sandy e da diretora de elenco Harriet Birnbaum. Seu pai nasceu em Frankfurt, Alemanha Ocidental, filho de Sam e Tonia Altman. Os seus avós foram sobreviventes do Holocausto na Polônia ocupada pelos alemães nazistas e se conheceram em um campo de concentração. Ambos viajaram para os Estados Unidos em 1950. Seu avô, originalmente barbeiro, se tornou um empreendedor imobiliário em Toledo, Ohio, onde Sandy e seus irmãos Ted e Tom foram criados. Helberg possui um irmão chamado Mason.
Casou-se com a atriz Jocelyn Towne, sobrinha do roteirista Robert Towne, em 7 de julho de 2007. Para um podcast, revelou tratar transtornos de ansiedade e TOC. "Lembro-me de ter ficado enrolado em posição fetal no meu camarim várias vezes", afirmou, relembrando os impactos em seu relacionamento narrados no filme We'll Never Have Paris. "Muito disso é certamente fabricado e exagerado por uma questão de drama, mas em termos do arco do meu relacionamento com Jocelyn e do nosso rompimento terrivelmente trágico e desajeitado que levou a uma proposta ainda mais desastrosa, isso infelizmente é verdade". Eles têm uma filha chamada Adeline e nascida em 8 de maio de 2012, e um filho chamado Wilder, nascido em 23 de abril de 2014. Sobre a paternidade, descreveu como "incrível" as mudanças diárias. "De alguma forma é como um microcosmo de evolução. Você está realmente vendo essa pessoa passar de quase uma bolha para andar ereta, e esses são instintos que ela enraizou em seu DNA. Ocasionalmente, tenho vontade de ir até a varanda e gritar: 'Nós fazemos pessoas!' porque é uma loucura termos feito essa pessoa. Então, sim, é constantemente de cair o queixo", afirmou.
Através de sua esposa, que se tornou cidadã da França em 2013, Helberg também recebeu cidadania francesa em 2021. É amigo de Nathan Hamill, filho do ator Mark Hamill, desde os 9 anos de idade, e de Jason Ritter desde os 12. Ambos foram para a faculdade juntos e colaboraram com peças nesse período. Segundo a imprensa, durante a pandemia de COVID-19, ele e sua família se mudaram para uma mansão ao norte de Los Angeles, "onde andaram a cavalo, educaram seus filhos remotamente e, principalmente, mantiveram amigos e familiares distantes". A propriedade localizada no bairro Los Feliz, possui 400 m², cinco quartos, quatro banheiros e um lavabo. Em 2019 foi avaliada em cerca de US$ 6,87 milhões e revelado que pertenceu ao também ator Vince Vaughn.
Enquanto trabalhava em The Big Bang Theory, Helberg foi avaliado como uma das pessoas mais bem pagas da televisão, recebendo um milhão de dólares por episódio. Inicialmente, recebia US$ 125 mil por episódio em 2013, passando para US$ 300 mil na 6.ª temporada e 350 mil na sétima. Segundo a revista Forbes, recebeu cerca de vinte milhões entre junho de 2014 e junho de 2015, US$ 22,5 milhões no mesmo período entre 2015 e 2016. Nas últimas temporadas, em decorrência da chegada das atrizes Melissa Rauch e Bialik, que buscavam equidade salarial, toda a equipe concordou em reduzir o salário para US$ 900 mil. Mesmo assim, o valor era quinze vezes superior ao recebido inicialmente e ele permaneceu na parte superior da lista, recebendo US$ 23,5 milhões em 2018.

### Filantropia e posições políticas
Durante seu aniversário em 2010, Helberg realizou uma campanha. "Ao comemorar com meus amigos, familiares e fãs, pedi que, em vez de presentes, fosse feita uma doação para o Save the Children". Segundo ele, o trabalho da ONG "às escolas, aos professores e à comunidade em geral garante muitos mais felizes aniversários para crianças em todo o mundo". O vice-presidente da organização agradeceu. Ele, junto ao elenco de The Big Bang Theory, fizeram uma doação de cerca de US$ 4 milhões para fornecer bolsas de estudo aos estudantes de graduação que cursavam ciências, tecnologia, engenharia e matemática na Universidade da Califórnia em Los Angeles (UCLA). Em discurso, o diretor Lorre afirmou que o programa "não é apenas baseado na comunidade científica, mas também apoiado com entusiasmo por essa mesma comunidade — este é a nossa oportunidade de retribuir".
Em 2015, colaborou com a Fundação Elizabeth Glaser, para cuidados com portadores do vírus HIV da AIDS. No ano seguinte, doou para um fundo de assistência financeira e cuidados médicos para pessoas carentes que trabalharam nas indústrias cinematográfica e televisiva, além de participar de um evento realizado pela Alzheimer's Foundation, para vítimas da doença de Alzheimer. Em 2018, contribuiu para Oxfam, incentivando a redução de lixo, especialmente plásticos, e consequentemente as emissões de carbono. O ator também apoiou o Fundo de Resposta ao Coronavírus para Enfermeiros criada pela Associação Americana de Enfermeiros. A doação "oferecerá assistência financeira, serviços de saúde mental e outras informações aos enfermeiros para ajudarem a si próprios e às suas famílias" durante a pandemia. Em 2021, ajudou a Huntington's Disease Society of America, que pesquisa um tratamento para doença de Huntington.
Em 2017, apoiou a greve dos roteiristas, que paralisou seu trabalho. "Foram 100 dias. Fui jantar quase todas as noites com Jim [Parsons]". Helberg e diversos outros artistas, incluindo Sarah Paulson, Chelsea Handler, Jon Hamm, Daveed Diggs, Christian Slater e Sandra Oh, assinaram uma carta apoiando a greve SAG-AFTRA. "Preferimos continuar em greve do que fazer um mau negócio", afirmavam. Em 2012, se declarou contra o porte de armas após um ataque contra uma escola que deixou 27 mortos e, em 2020, apoiou os protestos antirracistas em decorrência do assassinato de George Floyd. Durante a eleição presidencial de 2016, fez duras críticas ao então candidato republicano Donald Trump, o classificando como "narcisista antissemita, xenófobo e misógino". Posteriormente anunciou através da rede social Twitter que votou em Hillary Clinton, do Partido Democrata, "porque gosto de igualdade".
Em resposta ao editorial do The Washington Post sobre acusações de nepotismo contra Ivanka Trump e ganhos financeiros da Organização Trump, afirmou que os estadunidenses estavam "preparados para testemunhar o mais alto nível de corrupção e a maior ameaça à segurança nacional na história" do país. Em 2017, Helberg apoiou União Americana pelas Liberdades Civis, que iniciou uma ação judicial contra uma ordem de Trump. Ele e sua esposa também protestaram no tapete vermelho do SAG Awards, solicitando que emigrantes de sete países de maioria muçulmana — Irã, Iraque, Líbia, Somália, Sudão, Síria e Iêmen — sejam recebidos nos Estados Unidos. Na eleição de 2020, doou para campanha e declarou voto em Bernie Sanders nas primárias do Partido Democrata. "Bernie vence Trump em quase todas as pesquisas importantes", justificou.

## Filmografia
| Ano       | Título                                      | Personagem                | Nota                                                              | Ref.            |
| --------- | ------------------------------------------- | ------------------------- | ----------------------------------------------------------------- | --------------- |
| 2001      | Popular                                     | Gus Latrine               | Episódio: "Coup"                                                  | [ 158 ]         |
| 2001      | Cursed                                      | Andy Tinker               | Episódio: "And then Jack Became the Voice of Cougars"             | [ 159 ] [ 160 ] |
| 2001      | Ruling Class                                | Fred Foster               | Piloto                                                            | [ 161 ]         |
| 2001      | Son of the Beach                            | Billy                     | Episódio: "It's Showtime at the Apollo 13!"                       | [ 162 ]         |
| 2001      | Undeclared                                  | Jack                      | Episódio: "Prototype"                                             | [ 163 ]         |
| 2002      | Sabrina, the Teenage Witch                  | The Spokesman             | Episódio: "Time After Time"                                       | [ 164 ]         |
| 2002      | The Funkhousers                             | Donnie Funkhouser         | Piloto                                                            | [ 165 ]         |
| 2002–2003 | MADtv                                       | Vários                    | 5 episódios                                                       | [ 166 ]         |
| 2003      | Less than Perfect                           | Arthur                    | Episódio: "It Takes a Pillage"                                    | [ 2 ]           |
| 2003      | Tracey Ullman in the Trailer Tales          | Adam                      | Especial de televisão                                             | [ 167 ]         |
| 2004      | Quintuplets                                 | Neil                      | Episódio: "Get a Job"                                             | [ 37 ]          |
| 2004      | Reno 911!                                   | Vários                    | 2 episódios                                                       | [ 2 ]           |
| 2005      | Unscripted                                  | Vários                    | 2 episódios                                                       | [ 168 ]         |
| 2005      | Life on a Stick                             | Stan / Vinnie             | Episódio: "Liking Things the Way They Aren't"                     | [ 169 ]         |
| 2005      | Arrested Development                        | Jeff                      | Episódio: "Meat the Veals"                                        | [ 2 ]           |
| 2004–2006 | Joey                                        | Seth Tobin                | 4 episódios                                                       | [ 38 ]          |
| 2006      | The Jake Effect                             | Bill Skidelsky            | Episódio: "Flight School"                                         | [ 170 ]         |
| 2006–2007 | Studio 60 on the Sunset Strip               | Alex Dwyer                | 14 episódios                                                      | [ 171 ]         |
| 2007      | Derek and Simon: The Show                   | Ele mesmo                 | 13 episódios                                                      | [ i ] [ 172 ]   |
| 2007      | The Minor Accomplishments of Jackie Woodman | Matt Menard               | Episódio: "Bad Luck Brad"                                         | [ 173 ]         |
| 2007–2019 | The Big Bang Theory                         | Howard Wolowitz           | Papel principal                                                   | [ 174 ]         |
| 2008      | Dr. Horrible's Sing-Along Blog              | Moist                     | 3 episódios                                                       | [ 175 ]         |
| 2010      | The Guild                                   | Kevinator                 | Episódio: "Guild Hall"                                            | [ 176 ]         |
| 2010–2012 | Kick Buttowski: Suburban Daredevil          | Ronaldo (voz)             | 3 episódios                                                       | [ 177 ]         |
| 2011–2016 | Kung Fu Panda: Legends of Awesomeness       | Bian Zao (voz)            | 8 episódios                                                       | [ 178 ]         |
| 2013      | Drunk History                               | Frank Mason Robinson      | Episódio: "Atlanta"                                               | [ 179 ]         |
| 2014      | The Tom and Jerry Show                      | Napoleão (voz)            | 3 episódios                                                       | [ 180 ]         |
| 2021      | Dug Days                                    | Squirrel (voz)            | Episódio: "Science"                                               | [ 181 ]         |
| 2021      | Young Sheldon                               | Howard Wolowitz (voz)     | Episódio: "An Introduction to Engineering and a Glob of Hair Gel" | [ 182 ]         |
| 2023      | Poker Face                                  | Agente do FBI Lucas Clark | 2 episódios                                                       | [ 183 ]         |
| 2023      | American Dad!                               | Dr. Revanche (voz)        | Episódio: "Saving Face"                                           | [ 184 ]         |

| Ano  | Título                               | Personagem           | Ref.                            |
| ---- | ------------------------------------ | -------------------- | ------------------------------- |
| 1999 | Mumford                              | Colega de quarto     | [ 185 ]                         |
| 2002 | Van Wilder                           | Vernon               | [ 186 ]                         |
| 2003 | Old School                           | Jerry                | [ 187 ]                         |
| 2004 | A Cinderella Story                   | Terry                | [ 188 ]                         |
| 2005 | Good Night, and Good Luck            | Integrante da CBS    | [ 39 ]                          |
| 2006 | Derek & Simon: A Bee and a Cigarette | Ele mesmo            | [ ii ] [ 23 ] [ 189 ]           |
| 2006 | Derek & Simon: The Pity Card         | Ele mesmo            | [ ii ] [ 23 ] [ 189 ]           |
| 2006 | Bickford Shmeckler's Cool Ideas      | Al                   | [ 190 ]                         |
| 2006 | The TV Set                           | TJ Goldman           | [ 191 ]                         |
| 2006 | For Your Consideration               | Agente Júnior        | [ 192 ]                         |
| 2007 | Careless                             | Stewart              | [ 193 ]                         |
| 2007 | Evan Almighty                        | Funcionário          | [ 194 ]                         |
| 2007 | Mama's Boy                           | Rathkon              | [ 195 ]                         |
| 2007 | Walk Hard: The Dewey Cox Story       | Dreidel L'Chaim      | [ 196 ]                         |
| 2009 | A Serious Man                        | Rabino Scott Ginsler | [ 197 ]                         |
| 2011 | The Selling                          | Jovem marido         | [ 198 ]                         |
| 2011 | Let Go                               | Frank                | [ 199 ]                         |
| 2013 | I Am I                               | Seth                 | [ iii ] [ 200 ] [ 201 ] [ 202 ] |
| 2014 | We'll Never Have Paris               | Quinn Berman         | [ iv ] [ 203 ]                  |
| 2015 | Hollywood Adventures                 | Tradutor             | [ 204 ] [ 205 ]                 |
| 2016 | Florence Foster Jenkins              | Cosmé McMoon         | [ 206 ]                         |
| 2021 | Annette                              | Maestro              | [ 207 ]                         |
| 2022 | As They Made Us                      | Nathan               | [ 208 ]                         |
| 2022 | Space Oddity                         | Dmitri               | [ 209 ]                         |

| Ano  | Título                                           | Personagem         | Notas                                | Ref.    |
| ---- | ------------------------------------------------ | ------------------ | ------------------------------------ | ------- |
| 2010 | Doctor Cerberus                                  | Franklin Robertson | L.A. Theatre Works, Los Angeles      | [ 210 ] |
| 2010 | How to Succeed in Business Without Really Trying | Bud Frump          | Reprise Theatre Company, Los Angeles | [ 77 ]  |
| 2013 | Sonho de uma noite de verão                      | Demetrius          | L.A. Theatre Works                   | [ 211 ] |
| 2016 | God of Carnage                                   | Alan               | L.A. Theatre Works                   | [ 212 ] |
| 2018 | Lenin’s Embalmers                                | Boris              | L.A. Theatre Works                   | [ 213 ] |
| 2018 | It’s a Wonderful Life                            | George Bailey      | Pasadena Playhouse, Pasadena         | [ 214 ] |
| 2021 | The Murder on the Links                          | Capitão Hastings   | L.A. Theatre Works                   | [ 215 ] |

## Legado e prêmios
Helberg recebeu dezenas de prêmios e indicações, incluindo uma nomeação ao Globo de Ouro. Em 2016, recebeu um Auteur Award, que reconhece anualmente um "ator multi-talentoso que traz visões pessoais únicas ao seu ofício", conforme descrito pela Variety, que também o considerou "um dos atores mais cativantes de sua geração". "Simon teve dois anos incríveis criando personagens dinâmicos na tela, bem como promovendo sua própria visão como cineasta, e estamos orgulhosos de homenageá-lo com o Auteur Award deste ano", disse Tonya Mantooth, diretora do festival.
Em matéria sobre o filme Florence Foster Jenkins, The Guardian o classificou como "uma megaestrela para a geração do milênio" e o descreveu como "inteligente, sereno, sério". O jornal destacou seu "rosto fabulosamente expressivo" e enfatizou as cenas focadas no personagem: "Cosmé horrorizado, Cosmé estremecendo, Cosmé lutando com a perspectiva de um intenso constrangimento por vir – é um testemunho do talento de Helberg e do seu bom gosto". EW também chamou a participação como "uma das maiores e mais agradáveis surpresas". A jornalista Elana Spivack do grupo 70 Faces Media afirmou que "assistir Helberg [em Annette] como um maestro exagerado e apologético é em partes divertido e sedutor. Além de ter uma aparência excelente, ele entrega suas falas com um tom perfeito".
| Ano  | Prêmio                                                    | Obra                    | Categoria                                   | Resultado | Ref.                    |
| ---- | --------------------------------------------------------- | ----------------------- | ------------------------------------------- | --------- | ----------------------- |
| 2009 | Sociedade de Críticos de Cinema de Boston                 | A Serious Man           | Melhor Elenco                               | Indicado  | [ 222 ]                 |
| 2010 | Teen Choice Awards                                        | The Big Bang Theory     | TV: Ladrão de Cena Masculino                | Indicado  | [ 223 ]                 |
| 2012 | Screen Actors Guild Awards                                | The Big Bang Theory     | Melhor Elenco em Série de Comédia           | Indicado  | [ 224 ]                 |
| 2013 | Critics' Choice Television Awards                         | The Big Bang Theory     | Melhor Ator Coadjuvante em Série de Comédia | Venceu    | [ 225 ]                 |
| 2013 | Screen Actors Guild Awards                                | The Big Bang Theory     | Melhor Elenco em Série de Comédia           | Indicado  | [ 226 ]                 |
| 2014 | Screen Actors Guild Awards                                | The Big Bang Theory     | Melhor Elenco em Série de Comédia           | Indicado  | [ 227 ]                 |
| 2014 | People's Choice Awards                                    | The Big Bang Theory     | Amizade Favorita da TV                      | Indicado  | [ 228 ]                 |
| 2014 | Festival de Cinema de Newport Beach                       | We'll Never Have Paris  | Melhor Filme de Comédia                     | Venceu    | [ 229 ]                 |
| 2014 | South by Southwest                                        | We'll Never Have Paris  | Destaque Narrativo                          | Indicado  | [ 230 ]                 |
| 2015 | Teen Choice Awards                                        | The Big Bang Theory     | TV: Química                                 | Indicado  | [ 231 ]                 |
| 2015 | Screen Actors Guild Awards                                | The Big Bang Theory     | Melhor Elenco em Série de Comédia           | Indicado  | [ 232 ] [ 233 ]         |
| 2016 | Screen Actors Guild Awards                                | The Big Bang Theory     | Melhor Elenco em Série de Comédia           | Indicado  | [ 234 ] [ 235 ]         |
| 2016 | Online Film & Television Association                      | The Big Bang Theory     | Melhor Ator Coadjuvante em Série de Comédia | Indicado  | [ 236 ]                 |
| 2016 | Festival Internacional de Cinema de San Diego             | —                       | Auteur Award                                | Venceu    | [ 218 ]                 |
| 2017 | Golden Globe Awards                                       | Florence Foster Jenkins | Melhor Ator Coadjuvante                     | Indicado  | [ 237 ] [ 238 ] [ 239 ] |
| 2017 | Festival Internacional de Cinema de Santa Bárbara         | Florence Foster Jenkins | Virtuosos Award                             | Venceu    | [ 240 ]                 |
| 2017 | Screen Actors Guild Awards                                | The Big Bang Theory     | Melhor Elenco em Série de Comédia           | Indicado  | [ 241 ] [ 242 ]         |
| 2021 | Prêmios da Associação de Jornalistas de Cinema de Indiana | Annette                 | Melhor Ator Coadjuvante                     | Indicado  | [ 243 ]                 |
| 2023 | Hollywood Critics Association Creative Arts TV Awards     | Poker Face              | Melhor Ator Convidado em Série de Comédia   | Pendente  | [ 244 ]                 |